# 扎加特季亞
48°23′43″N 22°57′10″E / 48.39528°N 22.95278°E
扎加特季亞（烏克蘭語：Загаття）是烏克蘭西部的村莊，隸屬外喀爾巴阡州的胡斯特區。該村始建於1350年，面積3.4平方公里，海拔高度253米，2001年人口2,582，人口密度每平方公里760人。